# Ika Nord
Ulrika Christina Elisabeth Nord (født 29. april 1960 i Halmstad), bedre kendt som Ika Nord, er en svensk skuespillerinde og mimiker. Hun er mest berømt for sit arbejde i børne-tv, men er også kendt for sin rolle som Virginia i gyserfilmen Lad den rette komme ind fra 2008.
Nord gik til ballet fra hun var seks til hun var sytten år gammel. Hun studerede senere i Paris og har udover skuespil fungeret som instruktør og koreograf på forskellige teaterforestillinger.

## Udvalgt filmografi
- Smash (tv-serie, 1992)
- Lad den rette komme ind (2008)
- Krakel Spektakel (2014)
- LasseMajas detektivbureau: Skygger over Vestervomstrup (2014)
- Kurt & Lang (tv-serie, 2020)
- Familien Löwander (tv-serie, 2020)
- De umage detektiver (tv-serie, 2023, ukrediteret)